# Helmut K. Buechner
Helmut Karl (Hal) Buechner (* 5. August 1918 in Scotia, New York; † 7. Oktober 1975 in Washington, D.C.), meist als Helmut K. Buechner zitiert, war ein US-amerikanischer Ökologe und Mammaloge.

## Leben
Buechner erwarb 1941 einen Bachelor-Abschluss in Forstzoologie an der New York State University, wo er unter anderem in Zoologie, Botanik, Wildtiermanagement und Forstwissenschaft arbeitete. Er wechselte an das Texas A&M College, wo er 1943 mit der Arbeit The relationships of game and livestock to the range vegetation of Kerr county zum Master of Science graduiert wurde. 1949 wurde er mit der Dissertation Life history, ecology, and range use of pronghorn antelope in Trans-Pecos Texas zum Ph.D. an der Oklahoma State University promoviert. Hierfür erhielt er 1950 den George Mercer Award der Ecological Society of America. 
Buechner begann bereits während seines Studiums zu lehren und zu forschen. Von 1943 bis 1948 arbeitete er als Feldbiologe in College Station, Texas, unter der Leitung von Walter P. Taylor. In dieser Zeit zeigte sich Buechners lebenslanges Interesse an großen wilden Säugetieren. Inmitten dieser frühen Arbeit war er 28 Monate lang Bomberpilot in der United States Air Force und nahm an vier großen Kampfeinsätzen des Zweiten Weltkriegs teil, bevor er als First Lieutenant mit einem Distinguished Flying Cross und einer Air Medal ausschied. Von 1948 bis 1949 arbeitete Buechner als Forschungsassistent in der Oklahoma Cooperative Wildlife Research Unit.
Nach Abschluss seines Doktorats wurde er Assistant Professor für Zoologie an der Washington State University in Pullman. Später wurde er dort ordentlicher Professor, lehrte und forschte im Bereich Wildtierbiologie. Sein Forschungsschwerpunkt war das Großwild in Nordamerika und Afrika. Von 1956 bis 1958 erhielt Buechner Fulbright-Stipendien für seine Wildtierforschung in Uganda. Buechners Analyse des Territorialverhaltens (das sogenannte Lek-System) weiblicher Uganda-Grasantilopen (Kobus thomasi), wurde von anderen Wildtierbiologen und Ökologen breit diskutiert und erregte die Aufmerksamkeit populärwissenschaftlicher Autoren wie Robert Ardrey.
Im Jahr 1966 übernahm er bis zu seinem Tod die Leitung des neuen Büros für Ökologie an der Smithsonian Institution, wo er die Feldforschung in Afrika, Ceylon (Sri Lanka), Indien, Korea und Polen förderte und besonders effektiv neue Zoologen für die Arbeit im Ausland einstellte. Von 1969 bis 1972 war Buechner leitender Ökologe für das Büro für Umweltwissenschaften und von 1972 bis 1975 leitender Ökologe für den National Zoological Park (NZP).
Buechner war Herausgeber der Zeitschrift Northwest Science und Redakteur beim Journal of Wildlife Management. Zu den Organisationen, denen er angehörte, zählen die Ecological Society of America, die American Society of Mammalogists, die Society for Range Management, die Pacific-Northwest Bird and Mammal Society, die Northwest Scientific Association, die Wilderness Society und die Wildlife Society, von der er mit dem Terrestrial Research Award für seine Arbeit über Dickhornschafe ausgezeichnet wurde.